# Llista de topònims de Santa Coloma de Gramenet
Llista de topònims (noms propis de lloc) del municipi de Santa Coloma de Gramenet, al Barcelonès
Informació actualitzada per un bot. Els canvis manuals es perdran quan s'actualitzi!

## casa
| imatge | Nom                                                | Ubicat a                 | instància de   | Detalls                                                                      | coordenades | Protecció                   | Commons (més fotos)                                | Dades a WD                    |
| ------ | -------------------------------------------------- | ------------------------ | -------------- | ---------------------------------------------------------------------------- | --- | --------------------------- | -------------------------------------------------- | ----------------------------- |
|        | Ca n'Altés                                         | Santa Coloma de Gramenet | casa           | Estil: noucentisme                                                           | 41° 27′ 06″ N, 2° 12′ 32″ E / 41.451754°N,2.208935°E ca:Pedró, 10                                                   | bé cultural d'interès local | Ca n'Altés                                         | Modifica les dades a Wikidata |
|        | Can Banús                                          | Santa Coloma de Gramenet | casa           | Estil: arquitectura popular 19th century                                     | 41° 27′ 10″ N, 2° 12′ 31″ E / 41.452662°N,2.20862°E ca:C. Josep Anselm Clavé, 11 33 msnm                            | bé cultural d'interès local | Can Banús (Santa Coloma de Gramenet)               | Modifica les dades a Wikidata |
|        | Can Collblanc                                      | Santa Coloma de Gramenet | casa           | Arquitecte: Josep Alemany i Juvé Estil: arquitectura modernista 20th century | 41° 27′ 18″ N, 2° 12′ 51″ E / 41.454887°N,2.214234°E ca:C. dels Alps, 4-6 - c. de la Pedrera, 1-5 81 msnm           | bé cultural d'interès local | Can Collblanc                                      | Modifica les dades a Wikidata |
|        | Can Franquesa                                      | Santa Coloma de Gramenet | casa           | Estil: historicisme arquitectònic                                            | 41° 27′ 28″ N, 2° 11′ 57″ E / 41.4579°N,2.19912°E ca:Av. Francesc Macià, 176                                        | bé cultural d'interès local | Can Franquesa (Santa Coloma de Gramenet)           | Modifica les dades a Wikidata |
|        | Can Met                                            | Santa Coloma de Gramenet | casa           | Estil: arquitectura popular                                                  | 41° 27′ 12″ N, 2° 12′ 25″ E / 41.453287°N,2.207021°E ca:Major, 37-39                                                | bé cultural d'interès local | Can Met                                            | Modifica les dades a Wikidata |
|        | Can Muntlló                                        | Santa Coloma de Gramenet | casa           | Estil: arquitectura modernista arquitectura eclèctica                        | 41° 27′ 12″ N, 2° 12′ 23″ E / 41.453464°N,2.206503°E ca:Carrer Major, 30-32                                         | bé cultural d'interès local | Can Muntlló                                        | Modifica les dades a Wikidata |
|        | Can Pedragosa                                      | Santa Coloma de Gramenet | casa           | Estil: noucentisme Estat: enderrocat o destruït                              | 41° 27′ 06″ N, 2° 12′ 32″ E / 41.451775°N,2.208826°E                                                                | bé cultural d'interès local | Can Pedragosa                                      | Modifica les dades a Wikidata |
|        | Can Roig i Torres                                  | Santa Coloma de Gramenet | casa           | Estil: modernisme català arquitectura modernista arquitectura eclèctica      | 41° 27′ 10″ N, 2° 12′ 36″ E / 41.452842°N,2.210081°E ca:Carrer Ciutadella Alta, 16-18                               | bé cultural d'interès local | Can Roig i Torres                                  | Modifica les dades a Wikidata |
|        | Can Saladrigas (Santa Coloma de Gramenet)          | Santa Coloma de Gramenet | casa           | Estil: arquitectura modernista                                               | 41° 27′ 07″ N, 2° 12′ 32″ E / 41.451874°N,2.208788°E ca:Carrer Pedró, 3                                             | bé cultural d'interès local | Can Saladrigas (Santa Coloma de Gramenet)          | Modifica les dades a Wikidata |
|        | Can Selva                                          | Santa Coloma de Gramenet | casa           | Estil: arquitectura popular                                                  | 41° 27′ 11″ N, 2° 12′ 21″ E / 41.4531°N,2.20592°E ca:Major, 44                                                      | bé cultural d'interès local | Can Selva                                          | Modifica les dades a Wikidata |
|        | Can Sisteré                                        | Santa Coloma de Gramenet | casa Ús: museu | Estil: arquitectura eclèctica                                                | 41° 27′ 09″ N, 2° 12′ 27″ E / 41.45247°N,2.20752°E ca:Sant Carles s/n                                               | bé cultural d'interès local | Centre d'Art Contemporani Can Sisteré              | Modifica les dades a Wikidata |
|        | Can Valls                                          | Santa Coloma de Gramenet | casa           | Estil: noucentisme 20th century                                              | 41° 27′ 07″ N, 2° 12′ 31″ E / 41.451853°N,2.208554°E ca:C. del Pedró, 4 35 msnm                                     | bé cultural d'interès local | Can Valls (Santa Coloma de Gramenet)               | Modifica les dades a Wikidata |
|        | Cases amb pati al carrer Rafael de Casanova, 45-49 | Santa Coloma de Gramenet | casa           | Estil: noucentisme 20th century                                              | 41° 27′ 09″ N, 2° 12′ 41″ E / 41.452373°N,2.21141°E ca:C. Rafael de Casanova, 45-49 42 msnm                         | bé cultural d'interès local | Cases amb pati al carrer Rafael de Casanova, 45-49 | Modifica les dades a Wikidata |
|        | Cases annexes a Can Roig i Torres                  | Santa Coloma de Gramenet | casa           | 20th century                                                                 | 41° 27′ 13″ N, 2° 12′ 32″ E / 41.453511°N,2.209025°E ca:C. Dalt de la Ciutadella, 10-14 40 msnm                     | bé cultural d'interès local | Cases annexes a Can Roig i Torres                  | Modifica les dades a Wikidata |
|        | Vil·la Esperança                                   | Santa Coloma de Gramenet | casa           | Estil: arquitectura eclèctica 20th century                                   | 41° 27′ 16″ N, 2° 12′ 52″ E / 41.454544°N,2.214504°E ca:C. de la Plata, 55 76 msnm                                  | bé cultural d'interès local | Vil·la Esperança (Santa Coloma de Gramenet)        | Modifica les dades a Wikidata |
|        | casa al carrer Sant Isidre, 2-4                    | Santa Coloma de Gramenet | casa           | 19th century                                                                 | 41° 27′ 16″ N, 2° 12′ 28″ E / 41.454417°N,2.207659°E ca:C. Sant Isidre, 2-4 32 msnm                                 | bé cultural d'interès local | Casa al carrer Sant Isidre, 2-4                    | Modifica les dades a Wikidata |
|        | casa al carrer Santa Eulàlia, 5-7                  | Santa Coloma de Gramenet | casa           | Estil: arquitectura eclèctica                                                | 41° 27′ 14″ N, 2° 12′ 42″ E / 41.453845°N,2.211753°E ca:C. Santa Eulàlia, 5-7 57 msnm                               | bé cultural d'interès local | Casa al carrer Santa Eulàlia, 5-7                  | Modifica les dades a Wikidata |
|        | casa al carrer de Sant Joan, 8                     | Santa Coloma de Gramenet | casa           | Estil: noucentisme 20th century                                              | 41° 26′ 06″ N, 2° 12′ 51″ E / 41.435098°N,2.214174°E ca:C. Sant Joan, 8 19 msnm                                     | bé cultural d'interès local | Casa al carrer de Sant Joan, 8                     | Modifica les dades a Wikidata |
|        | casa al passeig Mossèn Jaume Gordi, 22             | Santa Coloma de Gramenet | casa           | 20th century                                                                 | 41° 27′ 10″ N, 2° 12′ 40″ E / 41.452854°N,2.21121°E ca:Pg. Mossèn Jaume Gordi, 22                                   | bé cultural d'interès local | Passeig de Mossèn Jaume Gordi 22                   | Modifica les dades a Wikidata |
|        | casa al passeig Mossèn Jaume Gordi, 27             | Santa Coloma de Gramenet | casa           | Estil: arquitectura eclèctica                                                | 41° 27′ 11″ N, 2° 12′ 41″ E / 41.453182°N,2.211291°E ca:Pg. mossèn Jaume Gordi, 27                                  | bé cultural d'interès local | Passeig de Mossèn Jaume Gordi 27                   | Modifica les dades a Wikidata |
|        | cases al carrer Bonavista, 1-5                     | Santa Coloma de Gramenet | casa           | 19th century                                                                 | 41° 26′ 09″ N, 2° 12′ 49″ E / 41.435965°N,2.213635°E ca:C. Bonavista, 1-5 - av. Sanatori, 27 24 msnm                | bé cultural d'interès local | Cases al carrer Bonavista, 1-5                     | Modifica les dades a Wikidata |
|        | cases al carrer Sant Antoni, 2-12                  | Santa Coloma de Gramenet | casa           | Estil: arquitectura popular 19th century                                     | 41° 26′ 08″ N, 2° 12′ 50″ E / 41.435438°N,2.213799°E ca:C. Sant Antoni, 2-12 20 msnm                                | bé cultural d'interès local | Cases al carrer Sant Antoni, 2-12                  | Modifica les dades a Wikidata |
|        | cases al passeig Mossèn Jaume Gordi, 12-16         | Santa Coloma de Gramenet | casa           | Estil: noucentisme 20th century                                              | 41° 27′ 09″ N, 2° 12′ 39″ E / 41.45255°N,2.210787°E ca:Pg. Mossèn Jaume Gordi, 12-16 - c. Rafael de Casanova, 32-38 | bé cultural d'interès local | Passeig de Mossèn Jaume Gordi 12-16                | Modifica les dades a Wikidata |
|        | cases al passeig Mossèn Jaume Gordi, 24-26         | Santa Coloma de Gramenet | casa           | Estil: modernisme català 20th century                                        | 41° 27′ 11″ N, 2° 12′ 41″ E / 41.452925°N,2.211315°E ca:Pg. Mossèn Jaume Gordi, 24-26                               | bé cultural d'interès local | Passeig de Mossèn Jaume Gordi 24-26                | Modifica les dades a Wikidata |
|        | cases al passeig Mossèn Jaume Gordi, 29-31         | Santa Coloma de Gramenet | casa           | Arquitecte: Josep Alemany i Juvé Estil: noucentisme                          | 41° 27′ 12″ N, 2° 12′ 41″ E / 41.453274°N,2.211408°E ca:Pg. Mossèn Jaume Gordi, 29-31                               | bé cultural d'interès local | Passeig de Mossèn Jaume Gordi 29-31                | Modifica les dades a Wikidata |

## cementiri
| imatge | Nom                                        | Ubicat a                              | instància de | Detalls                  | coordenades                                                            | Protecció | Commons (més fotos)                        | Dades a WD                    |
| ------ | ------------------------------------------ | ------------------------------------- | ------------ | ------------------------ | ---------------------------------------------------------------------- | --------- | ------------------------------------------ | ----------------------------- |
|        | Cementiri Vell de Santa Coloma de Gramenet | Santa Coloma de Gramenet              | cementiri    | Estil: modernisme català | 41° 27′ 22″ N, 2° 12′ 35″ E / 41.455993°N,2.209843°E                   |           | Cementiri Vell de Santa Coloma de Gramenet | Modifica les dades a Wikidata |
|        | cementiri de Santa Coloma de Gramenet      | Santa Coloma de Gramenet les Oliveres | cementiri    |                          | 41° 27′ 43″ N, 2° 11′ 27″ E / 41.46192104632372°N,2.1908712387084965°E |           | Cementiri de Santa Coloma de Gramenet      | Modifica les dades a Wikidata |

## curs d'aigua
| imatge | Nom                        | Ubicat a                                                            | instància de               | Detalls                                                     | coordenades                                                                                               | Protecció | Commons (més fotos) | Dades a WD                    |
| ------ | -------------------------- | ------------------------------------------------------------------- | -------------------------- | ----------------------------------------------------------- | --- | --------- | ------------------- | ----------------------------- |
|        | Besòs                      | província de Barcelona Vallès Oriental Vallès Occidental Barcelonès | curs d'aigua riu principal | Desemboca: mar Mediterrània Llarg: 17.7km Conca: 1038.31km² | 41° 32′ 47″ N, 2° 15′ 02″ E / 41.5463°N,2.2506°E 41° 25′ 07″ N, 2° 13′ 59″ E / 41.4187°N,2.2331°E 16 msnm |           | Besòs River         | Modifica les dades a Wikidata |
|        | Torrent Fondo de Sistrells | Badalona Santa Coloma de Gramenet                                   | curs d'aigua               | Desemboca: Besòs                                            | |           |                     | Modifica les dades a Wikidata |

## edifici
| imatge | Nom                                                       | Ubicat a                 | instància de | Detalls                                                                                         | coordenades                                                                                      | Protecció                   | Commons (més fotos)                              | Dades a WD                    |
| ------ | --------------------------------------------------------- | ------------------------ | ------------ | ----------------------------------------------------------------------------------------------- | ------------------------------------------------------------------------------------------------ | --------------------------- | ------------------------------------------------ | ----------------------------- |
|        | Acadèmia Manent                                           | Santa Coloma de Gramenet | edifici      | 20th century                                                                                    | 41° 27′ 14″ N, 2° 12′ 25″ E / 41.453956°N,2.207001°E ca:Pl. Manent, 1 28 msnm                    | bé cultural d'interès local | Acadèmia Manent                                  | Modifica les dades a Wikidata |
|        | Antic Ball-Teatre Xaconet                                 | Santa Coloma de Gramenet | edifici      | 19th century                                                                                    | 41° 27′ 08″ N, 2° 12′ 30″ E / 41.452265°N,2.208443°E ca:C. Josep Anselm Clavé, 4 34 msnm         | bé cultural d'interès local | Antic Ball-Teatre Xaconet                        | Modifica les dades a Wikidata |
|        | Auditori Can Roig i Torres                                | Santa Coloma de Gramenet | edifici      | 18th century                                                                                    | 41° 27′ 13″ N, 2° 12′ 34″ E / 41.453542°N,2.209443°E ca:C. Rafael de Casanova, 5 43 msnm         | bé cultural d'interès local | Auditori Can Roig i Torres                       | Modifica les dades a Wikidata |
|        | Can Xiquet                                                | Santa Coloma de Gramenet | edifici      | Arquitecte: Josep Alemany i Juvé 20th century                                                   | 41° 27′ 09″ N, 2° 12′ 40″ E / 41.452397°N,2.211139°E ca:C. Rafael de Casanova, 40 42 msnm        | bé cultural d'interès local | Can Xiquet (Santa Coloma de Gramenet)            | Modifica les dades a Wikidata |
|        | Casa del Metge                                            | Santa Coloma de Gramenet | edifici      | Estil: noucentisme                                                                              | 41° 27′ 37″ N, 2° 12′ 44″ E / 41.46032°N,2.21211°E                                               | bé cultural d'interès local | Clínica Mental (Santa Coloma de Gramenet)        | Modifica les dades a Wikidata |
|        | Centre d'educació especial Josep Sol i Rodríguez          | Santa Coloma de Gramenet | edifici      |                                                                                                 | 41° 27′ 40″ N, 2° 12′ 35″ E / 41.460997°N,2.209686°E ca:Almogàvers, 16                           | bé cultural d'interès local | Centre d'educació especial Josep Sol i Rodríguez | Modifica les dades a Wikidata |
|        | Centre de Formació Professional La Bastida                | Santa Coloma de Gramenet | edifici      |                                                                                                 | 41° 27′ 30″ N, 2° 13′ 02″ E / 41.4584°N,2.21734°E ca:Santa Eulàlia, s/n                          | bé cultural d'interès local | Centre de Formació Professional La Bastida       | Modifica les dades a Wikidata |
|        | Col·legi Fuster                                           | Santa Coloma de Gramenet | edifici      | Estil: noucentisme 20th century                                                                 | 41° 27′ 18″ N, 2° 12′ 30″ E / 41.454979°N,2.208364°E ca:C. Sant Jeroni, 38 35 msnm               | bé cultural d'interès local | Col·legi Fuster                                  | Modifica les dades a Wikidata |
|        | Cooperativa La Colmena                                    | Santa Coloma de Gramenet | edifici      | Estil: arquitectura modernista noucentisme 20th century                                         | 41° 27′ 02″ N, 2° 12′ 35″ E / 41.450638°N,2.209747°E ca:C. Sant Josep, 3 23 msnm                 | bé cultural d'interès local | Cooperativa La Colmena                           | Modifica les dades a Wikidata |
|        | Farmàcia Altés                                            | Santa Coloma de Gramenet | edifici      | 19th century                                                                                    | 41° 27′ 07″ N, 2° 12′ 31″ E / 41.451943°N,2.208606°E ca:C. del Pedró, 1 - pl. de la Vila 35 msnm | bé cultural d'interès local | Farmàcia Altés                                   | Modifica les dades a Wikidata |
|        | Mercat de Sagarra                                         | Santa Coloma de Gramenet | edifici      | Arquitecte: Josep Alemany i Juvé Estil: noucentisme Anomenat per: Ferran de Sagarra i de Siscar | 41° 27′ 00″ N, 2° 12′ 39″ E / 41.450061°N,2.210819°E ca:Pl. Ferran de Segarra, s/n               | bé cultural d'interès local | Mercat de Santa Coloma                           | Modifica les dades a Wikidata |
|        | Pavelló Canigó i Pavelló Montserrat del Recinte Torribera | Santa Coloma de Gramenet | edifici      | Estil: noucentisme                                                                              | 41° 27′ 50″ N, 2° 12′ 45″ E / 41.46384°N,2.2125°E                                                | bé cultural d'interès local | Clínica Mental (Santa Coloma de Gramenet)        | Modifica les dades a Wikidata |
|        | Pavelló Gaudí i Pavelló Verdaguer del Recinte Torribera   | Santa Coloma de Gramenet | edifici      |                                                                                                 | 41° 27′ 42″ N, 2° 12′ 49″ E / 41.46168°N,2.2137°E                                                | bé cultural d'interès local | Clínica Mental (Santa Coloma de Gramenet)        | Modifica les dades a Wikidata |
|        | Pavelló de la Porteria del Recinte Torribera              | Santa Coloma de Gramenet | edifici      | Estil: noucentisme                                                                              | 41° 27′ 37″ N, 2° 12′ 48″ E / 41.46024°N,2.21334°E                                               | bé cultural d'interès local | Clínica Mental (Santa Coloma de Gramenet)        | Modifica les dades a Wikidata |
|        | Tanatori del Recinte Torribera                            | Santa Coloma de Gramenet | edifici      | Estil: noucentisme                                                                              | 41° 27′ 48″ N, 2° 12′ 40″ E / 41.46335°N,2.21114°E                                               | bé cultural d'interès local | Clínica Mental (Santa Coloma de Gramenet)        | Modifica les dades a Wikidata |

## edifici d'hospital
| imatge | Nom                                   | Ubicat a                 | instància de       | Detalls                                                                            | coordenades                                                           | Protecció                   | Commons (més fotos)        | Dades a WD                    |
| ------ | ------------------------------------- | ------------------------ | ------------------ | ---------------------------------------------------------------------------------- | --------------------------------------------------------------------- | --------------------------- | -------------------------- | ----------------------------- |
|        | Hospital de l'Esperit Sant            | Santa Coloma de Gramenet | edifici d'hospital | Arquitecte: Manuel Joaquim Raspall i Mayol Josep Alemany i Juvé Estil: noucentisme | 41° 26′ 22″ N, 2° 12′ 47″ E / 41.4395°N,2.21305°E ca:Av. del Sanatori | bé cultural d'interès local | Sanatori de l'Esperit Sant | Modifica les dades a Wikidata |
|        | Hospital de l'Esperit Sant: Pavelló A | Santa Coloma de Gramenet | edifici d'hospital |                                                                                    | 41° 26′ 20″ N, 2° 12′ 44″ E / 41.438941°N,2.212184°E                  | bé cultural d'interès local | Sanatori de l'Esperit Sant | Modifica les dades a Wikidata |
|        | Hospital de l'Esperit Sant: Pavelló B | Santa Coloma de Gramenet | edifici d'hospital | Arquitecte: Josep Alemany i Juvé                                                   | 41° 26′ 23″ N, 2° 12′ 47″ E / 41.439665°N,2.213038°E                  | bé cultural d'interès local | Sanatori de l'Esperit Sant | Modifica les dades a Wikidata |

## edifici públic
| imatge | Nom                | Ubicat a                 | instància de   | Detalls            | coordenades                                                                                    | Protecció | Commons (més fotos)                            | Dades a WD                    |
| ------ | ------------------ | ------------------------ | -------------- | ------------------ | ---------------------------------------------------------------------------------------------- | --------- | ---------------------------------------------- | ----------------------------- |
|        | Biblioteca Central | Santa Coloma de Gramenet | edifici públic |                    | 41° 27′ 10″ N, 2° 12′ 28″ E / 41.45291519165039°N,2.2077529430389404°E ca:Jardí de Can Sisteré |           | Biblioteca Central de Santa Coloma de Gramenet | Modifica les dades a Wikidata |
|        | Sala Capitol       | Santa Coloma de Gramenet | edifici públic | Estil: noucentisme | 41° 27′ 03″ N, 2° 12′ 33″ E / 41.450927734375°N,2.2092599868774414°E ca:Av. Generalitat, 6     |           |                                                | Modifica les dades a Wikidata |

## església
| imatge | Nom                                                        | Ubicat a                 | instància de | Detalls                                                                         | coordenades                                                                    | Protecció                   | Commons (més fotos)                        | Dades a WD                    |
| ------ | ---------------------------------------------------------- | ------------------------ | ------------ | ------------------------------------------------------------------------------- | ------------------------------------------------------------------------------ | --------------------------- | ------------------------------------------ | ----------------------------- |
|        | Església Major                                             | Santa Coloma de Gramenet | església     | Arquitecte: Francesc Berenguer i Mestres Estil: historicisme arquitectònic 1915 | 41° 27′ 13″ N, 2° 12′ 44″ E / 41.4537°N,2.21217°E ca:Pl. Pius XII              | bé cultural d'interès local | Església Major de Santa Coloma de Gramenet | Modifica les dades a Wikidata |
|        | Església de Sant Joan Baptista de Santa Coloma de Gramanet | Santa Coloma de Gramenet | església     |                                                                                 | ca:Carrer Massanet, 43                                                         |                             |                                            | Modifica les dades a Wikidata |
|        | Església i Pavelló Convent del Recinte Torribera           | Santa Coloma de Gramenet | església     |                                                                                 | 41° 27′ 46″ N, 2° 12′ 54″ E / 41.46268°N,2.21496°E                             | bé cultural d'interès local | Clínica Mental (Santa Coloma de Gramenet)  | Modifica les dades a Wikidata |
|        | Sant Jaume                                                 | Santa Coloma de Gramenet | església     |                                                                                 | 41° 26′ 36″ N, 2° 12′ 42″ E / 41.4434676888083°N,2.21160601184764°E            |                             |                                            | Modifica les dades a Wikidata |
|        | Sant Joaquim                                               | Santa Coloma de Gramenet | església     |                                                                                 | 41° 26′ 52″ N, 2° 12′ 32″ E / 41.447818262309°N,2.20897944093944°E             |                             |                                            | Modifica les dades a Wikidata |
|        | Santa Rosa                                                 | Santa Coloma de Gramenet | església     |                                                                                 | 41° 26′ 48″ N, 2° 12′ 54″ E / 41.446582°N,2.214887°E                           |                             |                                            | Modifica les dades a Wikidata |
|        | església de Sant Josep Oriol                               | Santa Coloma de Gramenet | església     |                                                                                 | 41° 27′ 10″ N, 2° 12′ 18″ E / 41.452803°N,2.204891°E ca:Av. Francesc Macià, 38 |                             |                                            | Modifica les dades a Wikidata |

## estació de metro
| imatge | Nom                      | Ubicat a                 | instància de                                     | Detalls                                     | coordenades                                                       | Protecció | Commons (més fotos)         | Dades a WD                    |
| ------ | ------------------------ | ------------------------ | ------------------------------------------------ | ------------------------------------------- | ----------------------------------------------------------------- | --------- | --------------------------- | ----------------------------- |
|        | Estació d'Església Major | Santa Coloma de Gramenet | estació de metro estació soterrada               | 2009 Anomenat per: Església Major           | 41° 27′ 16″ N, 2° 12′ 44″ E / 41.454355555556°N,2.2122444444444°E |           | Església Major metrostation | Modifica les dades a Wikidata |
|        | Estació de Can Peixauet  | Santa Coloma de Gramenet | estació de metro estació soterrada               | 2009 Anomenat per: Can Peixauet             | 41° 26′ 40″ N, 2° 12′ 36″ E / 41.444536°N,2.209903°E              |           | Can Peixauet metrostation   | Modifica les dades a Wikidata |
|        | Estació de Can Zam       | Santa Coloma de Gramenet | estació de metro estació soterrada estació final | 2009 Anomenat per: Can Zam                  | 41° 27′ 27″ N, 2° 11′ 54″ E / 41.457547222222°N,2.1982138888889°E |           | Can Zam metrostation        | Modifica les dades a Wikidata |
|        | Estació de Fondo         | Santa Coloma de Gramenet | estació de metro estació soterrada               | 2009 Anomenat per: el Fondo                 | 41° 27′ 06″ N, 2° 13′ 06″ E / 41.451667°N,2.218333°E              |           | Fondo metrostation          | Modifica les dades a Wikidata |
|        | Estació de Santa Coloma  | Santa Coloma de Gramenet | estació de metro estació soterrada               | 1983 Anomenat per: Santa Coloma de Gramenet | 41° 27′ 04″ N, 2° 12′ 27″ E / 41.45111111°N,2.2075°E              |           | Santa Coloma metrostation   | Modifica les dades a Wikidata |
|        | Estació de Santa Rosa    | Santa Coloma de Gramenet | estació de metro estació soterrada               | Anomenat per: Santa Rosa                    | 41° 26′ 48″ N, 2° 12′ 57″ E / 41.44666667°N,2.21583333°E          |           | Santa Rosa metrostation     | Modifica les dades a Wikidata |
|        | Estació de Singuerlín    | Santa Coloma de Gramenet | estació de metro estació soterrada               | 2009 Anomenat per: Singuerlín               | 41° 27′ 34″ N, 2° 12′ 20″ E / 41.45944444°N,2.20555556°E          |           | Singuerlín metrostation     | Modifica les dades a Wikidata |

## masia
| imatge | Nom                    | Ubicat a                 | instància de     | Detalls                                  | coordenades                                                                           | Protecció                                            | Commons (més fotos)                    | Dades a WD                    |
| ------ | ---------------------- | ------------------------ | ---------------- | ---------------------------------------- | ------------------------------------------------------------------------------------- | ---------------------------------------------------- | -------------------------------------- | ----------------------------- |
|        | Can Bachs              | Santa Coloma de Gramenet | masia            | Estat: enderrocat o destruït             | 41° 27′ 13″ N, 2° 12′ 20″ E / 41.453722°N,2.205481°E                                  |                                                      |                                        | Modifica les dades a Wikidata |
|        | Can Jané               | Santa Coloma de Gramenet | masia            | Estat: enderrocat o destruït             | 41° 26′ 46″ N, 2° 12′ 38″ E / 41.446025°N,2.210428°E                                  |                                                      | Can Jané (Santa Coloma de Gramenet)    | Modifica les dades a Wikidata |
|        | Can Mariner            | Santa Coloma de Gramenet | masia            | Estil: arquitectura popular              | 41° 26′ 54″ N, 2° 12′ 43″ E / 41.44836°N,2.211939°E ca:Milà i Fontanals, 10-18        | bé cultural d'interès local                          | Can Mariner (Santa Coloma de Gramenet) | Modifica les dades a Wikidata |
|        | Can Pascali            | Santa Coloma de Gramenet | masia            | Estat: enderrocat o destruït             |                                                                                       |                                                      | Can Pascali                            | Modifica les dades a Wikidata |
|        | Can Peixauet           | Santa Coloma de Gramenet | masia            | Estil: arquitectura popular              | 41° 26′ 39″ N, 2° 12′ 37″ E / 41.444147°N,2.210155°E ca:Av. de la Generalitat, 98     | bé cultural d'interès local                          | Can Peixauet                           | Modifica les dades a Wikidata |
|        | Can Zam                | Santa Coloma de Gramenet | masia            | Estil: arquitectura popular 16th century | 41° 27′ 22″ N, 2° 12′ 14″ E / 41.456118°N,2.203777°E ca:Av. Francesc Macià, 93-103    | bé cultural d'interès local                          | Can Zam                                | Modifica les dades a Wikidata |
|        | Casa de la Comadrona   | Santa Coloma de Gramenet | masia            |                                          | 41° 27′ 57″ N, 2° 12′ 36″ E / 41.4657581803776°N,2.20987509836291°E                   |                                                      |                                        | Modifica les dades a Wikidata |
|        | Mas Fonollar           | Santa Coloma de Gramenet | masia            | Estil: arquitectura popular              | 41° 27′ 13″ N, 2° 12′ 21″ E / 41.453609°N,2.205949°E ca:Sant Jeroni, 1-3              | bé cultural d'interès local                          | Mas Fonollar                           | Modifica les dades a Wikidata |
|        | Masia al carrer Nou, 6 | Santa Coloma de Gramenet | masia            | Estil: arquitectura popular 18th century | 41° 27′ 11″ N, 2° 12′ 20″ E / 41.453188°N,2.205572°E ca:C. Nou, 6 25 msnm             | bé cultural d'interès local                          | Masia al carrer Nou, 6                 | Modifica les dades a Wikidata |
|        | Torre Pallaresa        | Santa Coloma de Gramenet | masia casa forta | Estil: arquitectura gòtica               | 41° 27′ 53″ N, 2° 13′ 04″ E / 41.4646°N,2.21769°E ca:Camí de Sant Jeroni de la Murtra | bé d'interès cultural bé cultural d'interès nacional | Torre Pallaresa                        | Modifica les dades a Wikidata |
|        | Torre Roja             | Santa Coloma de Gramenet | masia            |                                          | 41° 26′ 16″ N, 2° 12′ 40″ E / 41.4377804451086°N,2.21108832385578°E                   |                                                      |                                        | Modifica les dades a Wikidata |
|        | masia de la Torribera  | Santa Coloma de Gramenet | masia            | Estil: arquitectura gòtica               | 41° 27′ 46″ N, 2° 12′ 50″ E / 41.462639°N,2.213948°E                                  | bé cultural d'interès local                          | Masia de la Torribera                  | Modifica les dades a Wikidata |

## mausoleu
| imatge | Nom                                    | Ubicat a                 | instància de | Detalls                         | coordenades                                          | Protecció                   | Commons (més fotos)                        | Dades a WD                    |
| ------ | -------------------------------------- | ------------------------ | ------------ | ------------------------------- | ---------------------------------------------------- | --------------------------- | ------------------------------------------ | ----------------------------- |
|        | Panteó de la Família Sagarra           | Santa Coloma de Gramenet | mausoleu     | Estil: modernisme català        | 41° 27′ 22″ N, 2° 12′ 35″ E / 41.455993°N,2.209843°E | bé cultural d'interès local | Cementiri Vell de Santa Coloma de Gramenet | Modifica les dades a Wikidata |
|        | Panteó de la família Gordi             | Santa Coloma de Gramenet | mausoleu     | Estil: arquitectura neoclàssica |                                                      | bé cultural d'interès local |                                            | Modifica les dades a Wikidata |
|        | Panteó de la família Sagarra de Canyet | Santa Coloma de Gramenet | mausoleu     | Estil: modernisme català        | 41° 27′ 21″ N, 2° 12′ 37″ E / 41.455918°N,2.210215°E | bé cultural d'interès local | Cementiri Vell de Santa Coloma de Gramenet | Modifica les dades a Wikidata |

## monument
| imatge | Nom                 | Ubicat a                 | instància de | Detalls | coordenades                                                                                        | Protecció | Commons (més fotos) | Dades a WD                    |
| ------ | ------------------- | ------------------------ | ------------ | ------- | -------------------------------------------------------------------------------------------------- | --------- | ------------------- | ----------------------------- |
|        | Dona i Literatura   | Santa Coloma de Gramenet | monument     |         | 41° 27′ 14″ N, 2° 12′ 20″ E / 41.453895568847656°N,2.205657958984375°E ca:Plaça de Montserrat Roig |           |                     | Modifica les dades a Wikidata |
|        | Olympia             | Santa Coloma de Gramenet | monument     |         | 41° 27′ 19″ N, 2° 12′ 21″ E / 41.455326080322266°N,2.2058730125427246°E ca:Parc d'Europa           |           |                     | Modifica les dades a Wikidata |
|        | Sardana             | Santa Coloma de Gramenet | monument     |         | 41° 27′ 18″ N, 2° 12′ 18″ E / 41.45492935180664°N,2.2049450874328613°E ca:Parc d'Europa            |           |                     | Modifica les dades a Wikidata |
|        | monument al Manelic | Santa Coloma de Gramenet | monument     |         | 41° 26′ 57″ N, 2° 12′ 38″ E / 41.44914245605469°N,2.210504055023194°E ca:Plaça d’en Manelic        |           |                     | Modifica les dades a Wikidata |

## muntanya
| imatge | Nom             | Ubicat a                                   | instància de | Detalls | coordenades                                                           | Protecció | Commons (més fotos)              | Dades a WD                    |
| ------ | --------------- | ------------------------------------------ | ------------ | ------- | --------------------------------------------------------------------- | --------- | -------------------------------- | ----------------------------- |
|        | Puig Castellar  | Montcada i Reixac Santa Coloma de Gramenet | muntanya     |         | 41° 28′ 13″ N, 2° 12′ 24″ E / 41.4703022946°N,2.2065864631°E 303 msnm |           | Puig Castellar (Serra de Marina) | Modifica les dades a Wikidata |
|        | Serra d'en Mena | Badalona Santa Coloma de Gramenet          | muntanya     |         | 41° 26′ 44″ N, 2° 13′ 29″ E / 41.445556°N,2.224722°E                  |           |                                  | Modifica les dades a Wikidata |

## nucli de població
| imatge | Nom               | Ubicat a                 | instància de      | Detalls                                  | coordenades                                                            | Protecció | Commons (més fotos) | Dades a WD                    |
| ------ | ----------------- | ------------------------ | ----------------- | ---------------------------------------- | ---------------------------------------------------------------------- | --------- | ------------------- | ----------------------------- |
|        | Can Franquesa     | Santa Coloma de Gramenet | nucli de població |                                          | 41° 27′ 51″ N, 2° 12′ 05″ E / 41.464213630607°N,2.2013723435023°E      |           |                     | Modifica les dades a Wikidata |
|        | Can Mariner       | Santa Coloma de Gramenet | nucli de població |                                          | 41° 26′ 56″ N, 2° 12′ 53″ E / 41.448993125963°N,2.2147279578094°E      |           |                     | Modifica les dades a Wikidata |
|        | Santa Rosa        | Santa Coloma de Gramenet | nucli de població |                                          | 41° 26′ 48″ N, 2° 12′ 58″ E / 41.446666666666665°N,2.216111111111111°E |           |                     | Modifica les dades a Wikidata |
|        | el Cementiri Vell | Santa Coloma de Gramenet | nucli de població |                                          | 41° 27′ 16″ N, 2° 12′ 18″ E / 41.454331296672°N,2.2050853957632°E      |           |                     | Modifica les dades a Wikidata |
|        | el Centre         | Santa Coloma de Gramenet | nucli de població |                                          | 41° 27′ 09″ N, 2° 12′ 36″ E / 41.452562973077°N,2.2098959444284°E      |           |                     | Modifica les dades a Wikidata |
|        | el Fondo          | Santa Coloma de Gramenet | nucli de població | Anomenat per: Torrent Fondo de Sistrells | 41° 27′ 02″ N, 2° 12′ 59″ E / 41.450519444444°N,2.2163416666667°E      |           |                     | Modifica les dades a Wikidata |
|        | el Llatí          | Santa Coloma de Gramenet | nucli de població |                                          | 41° 27′ 16″ N, 2° 12′ 57″ E / 41.454405249925°N,2.215859956319°E       |           |                     | Modifica les dades a Wikidata |
|        | el Raval          | Santa Coloma de Gramenet | nucli de població |                                          | 41° 26′ 38″ N, 2° 12′ 51″ E / 41.443833333333°N,2.2141666666667°E      |           |                     | Modifica les dades a Wikidata |
|        | el Singuerlín     | Santa Coloma de Gramenet | nucli de població |                                          | 41° 27′ 26″ N, 2° 12′ 06″ E / 41.4573247082223°N,2.20167990690276°E    |           |                     | Modifica les dades a Wikidata |
|        | la Guinardera     | Santa Coloma de Gramenet | nucli de població |                                          | 41° 27′ 38″ N, 2° 11′ 48″ E / 41.460577662231°N,2.1966274090215°E      |           |                     | Modifica les dades a Wikidata |
|        | la Riera Alta     | Santa Coloma de Gramenet | nucli de població |                                          | 41° 27′ 35″ N, 2° 12′ 44″ E / 41.459784659462°N,2.2122030383032°E      |           |                     | Modifica les dades a Wikidata |
|        | les Oliveres      | Santa Coloma de Gramenet | nucli de població |                                          | 41° 27′ 34″ N, 2° 11′ 43″ E / 41.45931°N,2.19516°E                     |           |                     | Modifica les dades a Wikidata |

## parc
| imatge | Nom                         | Ubicat a                 | instància de | Detalls                  | coordenades                                                                                           | Protecció | Commons (més fotos)         | Dades a WD                    |
| ------ | --------------------------- | ------------------------ | ------------ | ------------------------ | --- | --------- | --------------------------- | ----------------------------- |
|        | Parc Forestal de la Bastida | Santa Coloma de Gramenet | parc         |                          | 41° 27′ 35″ N, 2° 13′ 01″ E / 41.459607°N,2.216912°E ca:carrer de Santa Eulàlia, 83 80 msnm           |           | Parc Forestal de la Bastida | Modifica les dades a Wikidata |
|        | Parc de Can Zam             | Santa Coloma de Gramenet | parc         | 1999 Superfície: 11.34ha | 41° 27′ 22″ N, 2° 11′ 48″ E / 41.45605°N,2.19662°E ca:Carrer Víctor Hugo, 70 Santa Coloma de Gramenet |           | Parc de Can Zam             | Modifica les dades a Wikidata |
|        | Parc del Molinet            | Santa Coloma de Gramenet | parc         |                          | 41° 26′ 16″ N, 2° 12′ 43″ E / 41.43779°N,2.21201°E                                                    |           |                             | Modifica les dades a Wikidata |

## pont
| imatge | Nom                  | Ubicat a                                       | instància de        | Detalls                                                                              | coordenades                                                            | Protecció | Commons (més fotos)      | Dades a WD                    |
| ------ | -------------------- | ---------------------------------------------- | ------------------- | ------------------------------------------------------------------------------------ | ---------------------------------------------------------------------- | --------- | ------------------------ | ----------------------------- |
|        | Pont de Can Peixauet | Santa Coloma de Gramenet Bon Pastor            | pont pont atirantat | 1992-10 Travessa: Besòs Hi passa: carrer Potosí Llarg: 137.9m Ample: 35m             | 41° 26′ 37″ N, 2° 12′ 26″ E / 41.4436°N,2.2072°E ca:Av. Can Peixauet   |           | Pont de Can Peixauet     | Modifica les dades a Wikidata |
|        | Pont de Can Zam      | Santa Coloma de Gramenet                       | pont                | 1992 Travessa: Besòs Hi passa: B-20 Llarg: 212m Ample: 35m                           | 41° 27′ 05″ N, 2° 12′ 00″ E / 41.45136347519829°N,2.1998888254165654°E |           | Pont de Can Zam          | Modifica les dades a Wikidata |
|        | Pont de Santa Coloma | Santa Coloma de Gramenet Barcelona Sant Andreu | pont                | 1953-07-18 Travessa: Besòs Hi passa: passeig de Santa Coloma Llarg: 170m Llum: 33.5m | 41° 26′ 57″ N, 2° 12′ 07″ E / 41.449246°N,2.201988°E                   |           | Pont de Santa Coloma     | Modifica les dades a Wikidata |
|        | Pont del Molinet     | Barcelona Santa Coloma de Gramenet Bon Pastor  | pont                | Travessa: Besòs                                                                      | 41° 26′ 11″ N, 2° 12′ 36″ E / 41.4364842736675°N,2.20990706429735°E    |           | Pont del Molinet (Besòs) | Modifica les dades a Wikidata |

## túnel
| imatge | Nom                   | Ubicat a                          | instància de | Detalls        | coordenades                                                        | Protecció | Commons (més fotos) | Dades a WD                    |
| ------ | --------------------- | --------------------------------- | ------------ | -------------- | ------------------------------------------------------------------ | --------- | ------------------- | ----------------------------- |
|        | Túnel de Santa Coloma | Santa Coloma de Gramenet          | túnel        |                | 41° 27′ 15″ N, 2° 12′ 14″ E / 41.4542148328431°N,2.2039449841366°E |           |                     | Modifica les dades a Wikidata |
|        | Túnel de la Pallaresa | Badalona Santa Coloma de Gramenet | túnel        | Hi passa: B-20 | 41° 27′ 45″ N, 2° 13′ 20″ E / 41.462562995918°N,2.2221277303388°E  |           |                     | Modifica les dades a Wikidata |

## Misc
| imatge | Nom                                             | Ubicat a                                                                                                   | instància de                                             | Detalls | coordenades                                                                                      | Protecció                                            | Commons (més fotos)                                   | Dades a WD                    |
| ------ | ----------------------------------------------- | --- | -------------------------------------------------------- | --- | ------------------------------------------------------------------------------------------------ | ---------------------------------------------------- | ----------------------------------------------------- | ----------------------------- |
|        | BesArt                                          | Santa Coloma de Gramenet                                                                                   | museu a l'aire lliure                                    | | 41° 26′ 50″ N, 2° 12′ 17″ E / 41.44715484123121°N,2.2046768839841406°E ca:Parc Fluvial del Besòs |                                                      | BesArt                                                | Modifica les dades a Wikidata |
|        | Casa de la Vila                                 | Santa Coloma de Gramenet                                                                                   | casa consistorial                                        | | 41° 27′ 08″ N, 2° 12′ 29″ E / 41.452088°N,2.208068°E ca:Plaça de la Vila                         | bé cultural d'interès local                          | Ajuntament de Santa Coloma de Gramenet                | Modifica les dades a Wikidata |
|        | Casa dels Nins                                  | Santa Coloma de Gramenet                                                                                   | bloc de pisos                                            | Arquitecte: Josep Alemany i Juvé Lluís Gonzaga Colomer i Ballot Estil: arquitectura modernista                         | 41° 26′ 57″ N, 2° 12′ 38″ E / 41.4492°N,2.21046°E ca:Plaça d'en Manelic                          | bé cultural d'interès local                          | Casa dels Nins                                        | Modifica les dades a Wikidata |
|        | Casa rectoral                                   | Santa Coloma de Gramenet                                                                                   | rectoria                                                 | Arquitecte: Francesc Berenguer i Mestres Miquel Pascual i Tintorer Estil: modernisme català historicisme arquitectònic | 41° 27′ 12″ N, 2° 12′ 44″ E / 41.453449°N,2.212269°E ca:Plaça de l'Església                      | bé cultural d'interès local                          | Casa rectoral (Santa Coloma de Gramenet)              | Modifica les dades a Wikidata |
|        | Districte V de Santa Coloma de Gramenet         | Santa Coloma de Gramenet                                                                                   | districte                                                | |                                                                                                  |                                                      |                                                       | Modifica les dades a Wikidata |
|        | Edificis Cúbics                                 | Santa Coloma de Gramenet                                                                                   | edifici residencial                                      | | 41° 27′ 23″ N, 2° 12′ 21″ E / 41.45639419555664°N,2.205789089202881°E ca:Av. Pallaresa, 73       |                                                      |                                                       | Modifica les dades a Wikidata |
|        | La A de Can Franquesa                           | Santa Coloma de Gramenet                                                                                   | mural                                                    | 1979 | 41° 27′ 53″ N, 2° 12′ 11″ E / 41.464669444444°N,2.2030277777778°E                                |                                                      |                                                       | Modifica les dades a Wikidata |
|        | Línia 9 del metro de Barcelona                  | Barcelona Santa Coloma de Gramenet Badalona l'Hospitalet de Llobregat el Prat de Llobregat                 | línia de metro automàtic enllaç ferroviari de l’aeroport | Llarg: 27.9km | 41° 24′ 24″ N, 2° 08′ 57″ E / 41.40671666666667°N,2.1490277777777775°E                           |                                                      | Barcelona Metro line 9                                | Modifica les dades a Wikidata |
|        | Molí d'en Ribé                                  | Santa Coloma de Gramenet                                                                                   | molí d'aigua                                             | Estil: arquitectura popular 14th century                                                                               | 41° 26′ 50″ N, 2° 12′ 36″ E / 41.447195°N,2.209923°E ca:Pl. Pau Casals 22 msnm                   | bé cultural d'interès local                          | Molí d'en Ribé                                        | Modifica les dades a Wikidata |
|        | Nou Camp Municipal de Santa Coloma              | Santa Coloma de Gramenet                                                                                   | camp de futbol                                           | | 41° 26′ 37″ N, 2° 12′ 35″ E / 41.44351751243561°N,2.209674382097784°E ca:Av. Can Peixauet, s/n   |                                                      |                                                       | Modifica les dades a Wikidata |
|        | Parc Fluvial del Besòs                          | Montcada i Reixac Santa Coloma de Gramenet Sant Adrià de Besòs Barcelona Nou Barris Sant Andreu Sant Martí | jardí públic                                             | Superfície: 112.92ha                                                                                                   | 41° 25′ 49″ N, 2° 12′ 53″ E / 41.43027778°N,2.21472222°E                                         |                                                      | Parc Fluvial del Besòs                                | Modifica les dades a Wikidata |
|        | Passarel·la del Molinet                         | Santa Coloma de Gramenet                                                                                   | pont de vianants                                         | Travessa: Besòs | 41° 26′ 13″ N, 2° 12′ 36″ E / 41.43696365228087°N,2.2098988294601445°E                           |                                                      | Passarel·la del Molinet                               | Modifica les dades a Wikidata |
|        | Poblat ibèric del Puig Castellar                | Santa Coloma de Gramenet Montcada i Reixac                                                                 | poblat ibèric edifici històric despoblat                 | | 41° 28′ 13″ N, 2° 12′ 24″ E / 41.4703°N,2.2066°E ca:Puig Castellar                               | bé cultural d'interès nacional                       | Puig Castellar (Santa Coloma de Gramenet)             | Modifica les dades a Wikidata |
|        | Polígon industrial Bosc Llarg i les Canyes      | Santa Coloma de Gramenet                                                                                   | polígon industrial                                       | | 41° 28′ 05″ N, 2° 11′ 22″ E / 41.4680483369804°N,2.18948918123499°E                              |                                                      |                                                       | Modifica les dades a Wikidata |
|        | Portal del Cementiri Vell                       | Santa Coloma de Gramenet                                                                                   | estructura arquitectònica                                | | 41° 27′ 47″ N, 2° 11′ 28″ E / 41.463065°N,2.1910861111111113°E 58 msnm                           | bé cultural d'interès local                          | Portal del Cementiri Vell de Santa Coloma de Gramenet | Modifica les dades a Wikidata |
|        | Recinte de Torribera                            | Santa Coloma de Gramenet                                                                                   | conjunt d'edificis                                       | Estil: noucentisme | 41° 27′ 37″ N, 2° 12′ 48″ E / 41.460301°N,2.213327°E                                             | bé cultural d'interès local                          | Clínica Mental (Santa Coloma de Gramenet)             | Modifica les dades a Wikidata |
|        | Safareig                                        | Santa Coloma de Gramenet                                                                                   | safareig                                                 | 17th century | 41° 27′ 13″ N, 2° 12′ 20″ E / 41.453745°N,2.205571°E ca:Pl. Montserrat Roig 23 msnm              | bé cultural d'interès local                          | Safareig de Santa Coloma de Gramenet                  | Modifica les dades a Wikidata |
|        | Santa Coloma de Gramenet                        | Santa Coloma de Gramenet                                                                                   | entitat singular de població capital municipal           | 120903 hab | 41° 27′ 05″ N, 2° 12′ 29″ E / 41.45152°N,2.2081°E 56 msnm                                        |                                                      |                                                       | Modifica les dades a Wikidata |
|        | Serra de Mosques d'Ase                          | Santa Coloma de Gramenet Badalona                                                                          | serra                                                    | | 41° 27′ 41″ N, 2° 13′ 15″ E / 41.46133333°N,2.22080556°E 128 msnm                                |                                                      | Serra de Mosques d'Ase                                | Modifica les dades a Wikidata |
|        | Torre Balldovina                                | Santa Coloma de Gramenet                                                                                   | casa forta                                               | Estil: arquitectura romànica                                                                                           | 41° 26′ 50″ N, 2° 12′ 33″ E / 41.447111°N,2.209194°E ca:Plaça Pau Casals                         | bé d'interès cultural bé cultural d'interès nacional | Torre Balldovina                                      | Modifica les dades a Wikidata |
|        | ascensor inclinat de Can Franquesa              | Santa Coloma de Gramenet                                                                                   | ascensor inclinat                                        | | 41° 27′ 53″ N, 2° 12′ 09″ E / 41.46472222222222°N,2.2025°E                                       |                                                      |                                                       | Modifica les dades a Wikidata |
|        | botiga noucentista                              | Santa Coloma de Gramenet                                                                                   | botiga estructura arquitectònica                         | Estil: noucentisme | 41° 27′ 14″ N, 2° 12′ 28″ E / 41.45384979248047°N,2.207874059677124°E ca:Santa Coloma, 16-18     |                                                      |                                                       | Modifica les dades a Wikidata |
|        | cova d'en Genís                                 | Santa Coloma de Gramenet                                                                                   | jaciment arqueològic edifici històric dolmen cova        | | 41° 28′ 07″ N, 2° 12′ 36″ E / 41.468555°N,2.209916°E ca:Sector Font de Sant Roc                  | bé cultural d'interès local                          | Cova d’en Genís                                       | Modifica les dades a Wikidata |
|        | estació d'aforament de Santa Coloma de Gramenet | Santa Coloma de Gramenet                                                                                   | estació d'aforament                                      | Conca: 1036km² | 41° 27′ 02″ N, 2° 12′ 02″ E / 41.450598504037°N,2.2006350792704°E Besòs                          |                                                      |                                                       | Modifica les dades a Wikidata |
|        | passeig de Mossèn Jaume Gordi                   | Santa Coloma de Gramenet                                                                                   | carrer                                                   | Estil: arquitectura popular                                                                                            | 41° 27′ 10″ N, 2° 12′ 39″ E / 41.452769°N,2.210942°E ca:Pg. mossèn Jaume Gordi                   | bé integrant del patrimoni cultural català           | Passeig de Mossèn Jaume Gordi                         | Modifica les dades a Wikidata |
|        | plaça de Montserrat Roig                        | Santa Coloma de Gramenet                                                                                   | plaça                                                    | | 41° 27′ 14″ N, 2° 12′ 20″ E / 41.453916666667°N,2.2054722222222°E                                |                                                      |                                                       | Modifica les dades a Wikidata |